# Erythema exsudativum multiforme

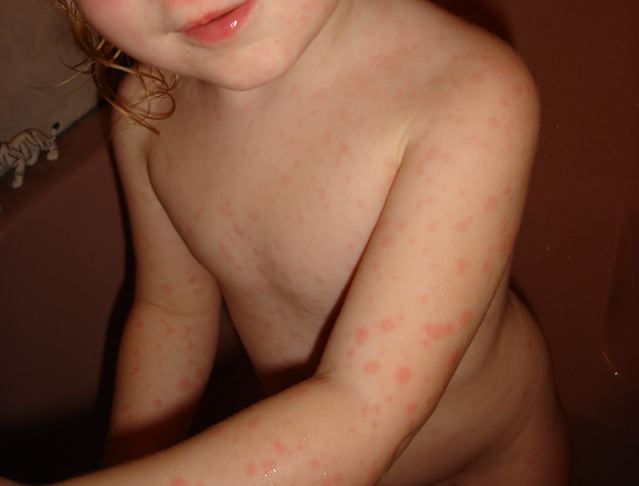
Erythema multiforme

Erythema (exsudativum) multiforme beschreibt eine akute entzündliche Erkrankung der Haut oder Schleimhaut. Oft tritt diese Hautkrankheit 1–2 Wochen nach einer Infektion auf. Das deutet auf eine immunologische Reaktion hin. Ursache kann auch eine Reaktion auf bestimmte Schadstoffe und Konservierungsmittel (z. B. Triclocarban) sein. Rezidive sind häufig. Es kann auch zu schmerzhaften Schwellungen der Gelenke kommen. Hier haben sich Antihistaminika bewährt.
Es existieren zwei Formen:
- Erythema multiforme minus: typische Hautherde mit fehlender/schwacher Blasenkomponente, meist am Handrücken oder Unterarm.
- Erythema multiforme majus: typische Hautherde mit generalisierter  mittiger Blasenbildung (Kokarde) inklusive der Füße und Handinnenflächen, diese imponieren als sogenannte „Schießscheibenläsionen“. Es kann zu Erosionen der Mundschleimhaut und schwerem Hautbefall kommen. Auslöser können sowohl verschiedene Viren (z. B. Herpes-simplex-Viren) wie auch verschiedene Arzneimittel sein. Es herrscht ein fließender Übergang zum Stevens-Johnson-Syndrom.

Linderung bringen Kühlung (Kühlpads, feuchte Wickel) und Schmerzmittel. Ggf. kann ein Antiallergikum (z. B. Cetirizin) schnelle Abhilfe schaffen.